# Dirty Blvd.
„Dirty Blvd.“ je skladba Lou Reeda z jeho alba New York z roku 1989. Skladbu napsal Lou Reed a vyšla také jako singl. Skladba se objevila i na několika koncertních a kompilačních albech. V roce 1997 ji zahrál Reed spolu s Davidem Bowiem při příležitosti oslav padesátých narozenin Davida Bowieho.